# جنا جانسون
جنا جانسون (به انگلیسی: Jenna Johnson) (زادهٔ ۱۱ سپتامبر ۱۹۶۷) شناگر اهل ایالات متحده آمریکا است.